# Щетинка (Курская область)
Щетинка — деревня в Курском районе Курской области России, административный центр муниципального образования Щетинский сельсовет.

## История
Ранее носила название Муравлёво (сейчас это название носит деревня в 3 километрах восточнее). Деревня основана в середине XVIII века, тогда же была построена первая плотина на реке Тускарь.

## География
Деревня находится на реке Тускарь (правый приток Сейма), в 97 км от российско-украинской границы, 1,5 км к северо-востоку от районного центра — города Курск.
Северней деревни обустроено Курское водохранилище.
Улицы
В деревне улицы: Луговая, Осенняя, Речная, Рождественская.
Климат
Щетинка, как и весь район, расположена в поясе умеренно континентального климата с тёплым летом и относительно тёплой зимой (Dfb в классификации Кёппена).
| Показатель                                                                      | Янв. | Фев. | Март | Апр. | Май  | Июнь | Июль | Авг. | Сен. | Окт. | Нояб. | Дек. | Год  |
| ------------------------------------------------------------------------------- | ---- | ---- | ---- | ---- | ---- | ---- | ---- | ---- | ---- | ---- | ----- | ---- | ---- |
| Средний суточный максимум, °C                                                   | −4,3 | −3,3 | 2,5  | 12,9 | 19,3 | 22,6 | 25,3 | 24,5 | 18,1 | 10,4 | 3,2   | −1,4 | 10,8 |
| Средняя температура, °C                                                         | −6,4 | −5,9 | −1,1 | 8,1  | 14,6 | 18,3 | 20,9 | 19,9 | 13,9 | 7,1  | 1     | −3,3 | 7,3  |
| Средний суточный минимум, °C                                                    | −8,9 | −9   | −5,1 | 2,5  | 8,9  | 12,9 | 15,7 | 14,8 | 9,6  | 3,8  | −1,4  | −5,5 | 3,2  |
| Норма осадков, мм                                                               | 51   | 44   | 47   | 50   | 60   | 68   | 70   | 55   | 59   | 59   | 46    | 48   | 657  |
| Источник: Погода по месяцам c ru.climate-data.org(дата обращения: Февраль 2022) |      |      |      |      |      |      |      |      |      |      |       |      |      |

Часовой пояс
Деревня Щетинка, как и вся Курская область, находится в часовой зоне МСК (московское время). Смещение применяемого времени относительно UTC составляет +3:00.

## Население
| 2002 | 2010 |
| ---- | ---- |
| 598  | ↘592 |

## Инфраструктура
Личное подсобное хозяйство. Деревня расположена вдоль автодороги Курск — Поныри, между рекой Тускарь и железной дорогой в направлении Москвы. Севернее и восточнее деревни находится несколько садоводческих некоммерческих товариществ (СНТ). Рядом с деревней построена плотина на р. Тускарь и водозабор. В Щетинке находится Курский областной противотуберкулёзный диспансер. Дополнительные территории:  Будка 532 км, Ветка 48 км, СНТ Волна, СНТ Лазурное, Подсобное хозяйство, СНТ Приморское, СНТ Строитель, СНТ Тускарь, СНТ Химфарм. В деревне 245 дома.

## Транспорт
Щетинка находится в 7 км от автодороги федерального значения М2 «Крым» (часть европейского маршрута E 105), на автодорогe регионального значения 38К-018 (Курск — Поныри), в 1 км от ближайшего ж/д остановочного пункта 4 км (линия Курск — 146 км). В деревню ходит рейсовый автобус и маршрутное такси. Также через деревню проходит несколько проходящих маршрутов (в м. Свобода, Золотухино, Поныри и др.).
В 128 км от аэропорта имени В. Г. Шухова (недалеко от Белгорода).